# Магнет
Магнет је свако тело које ствара магнетно поље у себи и око себе. Име је добио по месту Магнезија (Мала Азија), у чијој је околини први пут пронађен неколико векова п. н. е. То је била руда магнетит - Fe3O4. Комади магнетита су природни магнети, док су вештачки магнети, разних облика и разних супстанција (гвожђе, волфрам, кобалт, хром итд.) вештачки стекли магнетна својства.
Магнетно тврде материјале можемо поделити на металне, керамичке и оксидне. Баријум ферит је представник је керамичких магнета. Керамички магнети у односу на металне имају нижу ременентну индукцију, а већу коерцитивну силу. Ове особине захтевају конструкцију керамичких магнета веће површине, а мање дужине. Велика коерцитивна сила омогућава вишеполно магнећење, што је велика предност керамичких магнета у односу на металне. Поред техничких предности, постоје и економске предности у употреби керамичких магнета, јер су сирове базе од којих се производе јефтине, за разлику од металних магнета који се праве од веома скупе сировине.
Керамички магнети се производе класичном технологијом израде керамике. Пресовањем се добија одређени облик магнета који се затим синтерује на температури од око 1250 °C. При синтеровању димензије се смањују за око 15%.
Баријум ферит има хексагоналну кристалну структуру са бољим магнетним карактеристикама дуж кристалне c-осе. Уколико при пресовању делује магнетно поље, честице ће се оријентисати, тако да ће добијени магнет имати боље магнетне особине у правцу деловања поља. Ова врста магнета се назива анизотропним.
Изотропни магнети се пресују без магнетног поља и њихове магнетне особине су једнаке у свим правцима.
Специјална врста керамичких магнета се пластоферити. Њихове особине су нешто слабије, али зато имају одлике пластике, еластични су.
Деловање магнетног поља у некој тачки може се установити магнетном иглом, која се лако закреће на својем упоришту у смер магнетног поља. Тако означени смерови од тачке до тачке у простору чине магнетну линију силе. Магнетно поље које ствара неки магнет обично се приказује скупом магнетних линија силе. Оне излазе из северног магнетног пола и улазе у јужни, а унутар магнета линије силе иду од јужног према северном полу тако да укупно чине затворене линије. Магнетне линије силе могу се експериментално запазити ако се изнад магнета постави стаклена плоча и на њу поспу гвоздени опиљци, те се плоча лагано потресе.

## Примена магнета
- 'Медији за складиштење података: VHS касете садрже ролне магнетне траке. Информације видео материјала и звука се на тај начин уписују на траку. Такође аудио касете, које су права реткост ових дана, користе исти принцип. Слично, код рачунара, флопи дискови и хард дискови бележе податке.[4]
- Кредитне картице: Све кредитне картице имају магнетну траку на једној страни. Ова трака садржи кодиране податке о појединцу и његовом банковном рачуну.[5]
- Телевизори и компјутерски монитори: Код старијих генерација ових уређаја који користе катодну цев, користи се електромагнет који усмерава електроне на екрану. Плазма, ЛЦД и ЛЕД телевизори и монитори користе другачију технологију.[6]
- Звучници и микрофони
- Електромотори и генератори: Неки од електро мотора раде захваљујући комбинацији електромагнета и перманентног магнета, слично као код звучника., они конвертују електричну енергију и механичку. Генератори раде обрнуту ствар, они конвертују механичку енергију у електричну енергију померањем проводника кроз магнетно поље.
- Медицина: Болнице користе магнетну резонанцу за дијагностику проблема код пацијената.
- Трансформатори
- Као држачи: Магнети успешно могу носити и држати веома велике масе те се тога веома често користе за пренос терета на градилиштима, бродоградилиштима, магацинима итд.
- Компаси: Ово је једна од најпознатијих примена магнета. Намагнетисана игла компаса показује северни и јужни пол.
- Уметност и креативност: Магнетне траке се често користе за држање сувенира, уметничких дела и сличних апликација на металним подлогама.
- Наука: Употреба магнета у разним експериментима је свакодневна.[7]
- Играчке: Магнети се због своје способности да привлаче метале и једни друге користе као забава и код играчака.
- Накит: Магнети се могу користити за прављење магнетног накита. Постоје одређена истраживања која говоре о позитивном деловању на здравље особе која носи ову врсту накита.
- Сепарација метала: Магнети се користе у готово свим гранама индустрије за успешно уклањање метала и металних опиљака при процесу производње.
- Транспорт: Захваљујући магнетној левитацији нова генерација ултра брзих возова може достићи веома велике брзине. Највећа до сада забележена брзина воза који ради на овом принципу је 581 km/h.[8]

## Откриће својстава магнета
По предању, до назива магнет дошло је тако што је својства магнета запазио пастир Магнус на грчком острву Криту. По том предању, он је на сандалама имао гвоздене ексере те је, док је ишао преко камења, приметио да му то камење привлачи сандале. То камење је било руда магнетита. Талес из Милета, a касније и други грчки филозофи, писали су о необичном понашању руде гвожђа која привлачи гвоздене предмете. Наиме, обликована жељезна руда - магнетит, црна руда металног сјаја, има способност привлачења гвожђа. Руда магнетит копала се у малоазијском месту Магнезијум, по којем је необична појава својствена обликованим комадима магнетита добила назив магнетизам. За тела која имају својство привлачења гвоздених предмета каже се да су магнетична и називају се магнетима.

### Магнетизам у древној Кини
За разлику од папира, магнетни компас није био есенцијална направа кинеске цивилизације. Овај случај управо указује на мали степен повезаности науке и технологије у древној Кини. Тајновита својства магнетног камена (природни магнетизам минерала магнетита) била су позната од 300. п. н. е. и првобитно је минерал кориштен као средство прорицања. До 100. п. н. е. је постало познато да се магнетна игла усмерава дуж правца север-југ и то је својство кориштено у геомантији или умећу фенг шуи, правилном постављању кућа, храмова, гробница, цеста и других грађевина. Касније се појавила разрађена натуралистичка теорија која је објашњавала кретање магнетне игле као одзив на струјање енергије кроз и око Земље, што је пример који показује да технологија понекад подстиче претпоставке о природи, а не само обратно, како се данас уобичајено мисли.
У Кини су касније магнети произвођени на различите начине: трљањем гвожђа магнетитом или магнетисаним гвожђем, ковањем загрејане гвоздене траке постављене у смеру север-југ, те наглим урањањем загрејане железне шипке, постављене у смеру север-југ, у воду. Први поуздани приказ примитивног, али употребивог компаса или sinana, налази се у књизи из 83. године, док остали извори сежу можда и до 4. века п. н. е. Комад магнетита би се издубио у облику заимаче (вида кутлаче за узимање и преношење супе), која би се поставила на камену плочу равне, углачане површине, а дршка би се потом усмерила према југу. Извори наводе да је осим у геомантији кориштен и за оријентацију током путовања.

### Магнетизам у средњем веку
У 13. веку утврђено је да и гвожђе постаје магнетично ако се преко њега прелази другим магнетом. Тако настају вештачки магнети. Магнети могу бити различитих облика. Најчешће су у облику игле, штапића и потковице. Петрус Перегринус први је у Европи (1269) детаљније описао навигацију с помоћу магнетне игле. Вилијам Гилберт, који се најчешће помиње као први велики енглески научник, сигурно је први велики физичар новог модерног доба. Главно подручје његовог рада био је магнетизам, на којем је дошао до епохалних открића. Но, колико год био важан садржај његових истраживања, по свој је прилици још важнија његова истраживачка метода. Савременик је Шекспира и Елизабете I којој је служио као дворски лекар од 1600. до 1603. године. Живео је у доба кад је Енглеска још била прожета празноверјем и верским фанатизмом. Рационалан научни приступ био је ретка појава, осим неколико раних европских покушаја, какви су, на пример, опажања Леонарда да Винчија, а за која Гилберт није знао. Он је, међутим, познавао Коперниково дело и здушно га подржавао, што је била опасна склоност у време кад су на другим местима у Европи људи попут Ђордана Бруна и, касније, Галилеја због сличних ставова били прогањани (или смакнути, као Ђордано Бруно).
Кад се све то има на уму, Гилбертов научни приступ још је чуднији. На начин без премца у прошлости, он је одбацио сва претходна мишљења о предмету који је истраживао, укључивши и античке “ауторитете”, и одлучио да ће закључивати само на темељу чврстих доказа. Иако се савременом читаоцу такав приступ чини савршено природним, пре тог времена религија и празноверје потпуно су онемогућавали рационалан начин истраживања. Гилбертово дело својим је примером отворило пут научној револуцији.
Истовремено, његово дело “О магнету, магнетним телима и великом магнету Земљи” из 1600. године сматра се једним од првих истинских научних текстова. То је дело било резултат дугих година мукотрпних опажања и експериментисања, која је Гилберт предузео како би научио више о магнетизму и електрицитету (управо је он проширио ту реч), и распршио дотадашње митове. На пример, Гилберт је покушао искоренити народно веровање да бели лук може нарушити тачност компаса с магнетном иглом, као и многа друга.
Својим експериментима показао је да округли магнет делује на ситну магнетну иглу, окрећући је у смеру Северног или Јужног пола, зависно од тога на којем се месту близу кугле налази игла, те да се магнетна игла нагиње према површини кугле. Тиме је, заправо, опонашао понашање нормалног компаса у уобичајеним условима по целом свету. Из тог је резултата потом извукао закључак да је Земља, заправо, један велики магнет и да се понаша као да јој кроз средиште пролази магнетни штап (узрок понирања магнетне игле), на чијим су крајевима Северни и Јужни пол. Иако су ти налази недвосмислено потврђени тек неколико стотина година касније, они су значили епохално откриће којим је започело право разумевање физике Земље, па и ширих свемирских пространстава.
У наставку својих истраживања Гилберт је претпоставио да магнетизам има улогу и у смештају планета у њихове орбите. Тиме је први пут предложен концепт невидљивих сила и тако је започело тумачење понашања свемирских тела, којим су се касније послужили Галилео и Њутн. Гилберт је, такође, правилно закључио да Земљина атмосфера уопште нема велику дубину и да је огроман део међупланетарног простора заправо вакуум.
Експериментишући са јантаром, за који се знало да може проузроковати статички електрицитет, сугерисао је да би, можда, могла постојати нека повезаност између електрицитета и магнетизма, дакле изнео је још једну теорију која је чврсто доказана тек неколико векова касније.
Осим што је инсистирао на савременим методама научног истраживања, Гилберт је у стандардни језик увео и нове изразе: магнетни пол, електрична сила и електрично привлачење. По њему је добила име јединица магнетномоторне силе некад врло познатог ЦГС-система, а популаризовао је и назив електрицитет. Гилберт је помогао да се распрше многа народа веровања о магнетизму, попут оног да дијамант може магнетизовати гвожђе. Велики допринос науци о магнетима и магнетизму значило је његово откриће да се Земља понаша као магнетни штап на чијим су крајевима магнетни полови.
Шарл-Огистен де Кулон поставио је 1785. закон о привлачењу и одбијању магнетних полова. До почетка 19. века сматрало се да електричне и магнетне појаве нису повезане. Епохално је откриће данског физичара Ханса Кристиана Ерстеда, који је (1820) утврдио да електрична струја делује на магнетну иглу. Пет година касније Андре-Мари Ампер открио је закон о силама међу проводницима кроз које тече електрична струја. Тада је конструисан и први електромагнет. Око 1830. Мајкл Фарадеј, Џозеф Хенри и Хајнрих Ленц открили су електромагнетну индукцију и њене законитости, а Џејмс Клерк Максвел је 1873. sјеdinio Ерстедове и Фарадејове спознаје у заокружену целину електричних и магнетних појава.

## Подела
Магнети се деле на трајне или перманентне магнете и на електромагнете. Електромагнети се обично састоје од завојнице са жељезним језгром, а разликују се од трајних по зависности од електричне струје која је услов за стварање њиховог магнетног поља. Трајни се пак магнети деле на природне и вештачке. Природне чине руде, односно минерали који су магнетисани природним путем, а вештачки се добијају поступком магнетизовања посебног материјала. Најпознатији пример природног магнета је магнетисани магнетит, од чијег назива и потичу називи као што су магнет или магнетно поље.

## Полови
Магнети нису изотропни, него имају повлашћени смер, а то је смер вектора магнетног поља унутар магнета. Места где магнетно поље магнета у значајној мери извире или понире у магнет се називају половима магнета. Полови се се називају северни (N енгл. north - север) и јужни (S енгл. south - југ) пол, а о којем се полу ради зависи од предзнака магнетног поља. Магнети међусобно делују силом једни на друге, а то међуделовање се може описати одбијањем истоимених полова и привлачењем разноимених полова.

## Својства
Осим природних магнета, постоје и вештачки магнети, који се деле на сталне магнете и електромагнете. Стални магнети израђују се од посебних жељезних легура (тзв. тврдих феромагнетних материјала) и трајно задржавају магнетна својства. Уз сталне магнете постоје и електромагнети (завојнице с језгром од меког жељеза), који су магнети само док кроз њихову завојницу тече електрична струја.
Ако се магнет у облику танког штапа обеси тако да се може слободно вртети у хоризонталној равни, магнетни штап ће се окренути тако да једним крајем показује приближно према северу. Тај крај се назива северним полом магнетног штапа и означава се словом N. Други је крај окренут према југу па се означава словом S. Приближи ли се северни пол једног магнета северном полу слободно обешене магнетне игле, они ће се међусобно удаљавати. Слично се догађа и за јужне полове. Насупрот томе, северни пол магнета привлачи јужни пол магнетне игле и обрнуто. Последица међуделовања магнета је магнетна сила која може бити одбојна и привлачна. У близини полова магнета магнетне силе су најјаче. Перегринусовим експериментом се може закључити да се магнет састоји од великог броја малих, елементарних магнета који формирају низове, а на крајевима имају слободне полове N и S.

### Дијамагнетизам
Дијамагнетизам је својство многих хемијских елемената (нпр. злата, сребра, цинка, силицијума, фосфора, водоника, племенитих гасова) и већине органских једињења, које обележава слаба магнетна пермеабилност. То су дијамагнетици, њихова је релативна магнетна пермеабилност мања од 1 и готово не зависи од температуре. Код тих се материја спољашње магнетно поље неутрализује пољем које ствара кружно кретање електрона, такозвана Ларморова прецесија (Џозеф Лармор), па је због тога густина магнетнога тока заправо мања од густине тока у спољашњом магнетном пољу. Аномални дијамагнетици, на пример графит и бизмут, имају већину својстава дијамагнетичних материја, али им је магнетна пермеабилност 10 до 100 пута већа од пермеабилности осталих дијамагнетика и на ниским температурама зависи од температуре. Код свих дијамагнетичних материја магнетно поље пролази готово недеформисано (строго узевши само за магнетну пермеабилност 1), па се те материје у макроскопским условима очитују као „немагнетичне“ (не привлачи их магнет). Дијамагнетна својства показују и материје код којих се јавља суперпроводност.

### Парамагнетизам
Парамагнетизам је својство многих материја, хемијских елемената (на пример алуминијума и кисеоника) и хемијских једињења, које обележава релативна магнетна пермеабилност нешто већа од 1. То је у природи најчешћи облик магнетизма. Парамагнетичне материје у магнетном пољу добијају слаб додатни индуковани магнетизам истога смера као и поље, који настаје делимичним усмеравањем атомских магнетних момената и већи је на нижој температури. У парамагнетном стању магнетни моменти атома слабо међусобно делују и нису колективно уређени. И те материје не показују макроскопску „магнетичност“, али се, на пример, куглица од алуминијума при паду кроз јако поље потковастог магнета успорава. Код њих се због топлотног кретања атома или јона стално мењају смерови резултантних магнетних момената тако да је укупни магнетни момент једнак нули иако су им резултантни магнетни моменти различити од нуле.

### Феромагнетизам
Феромагнетизам је својство карактеристично за гвожђе, Никл, кобалт и гадолинијум, за њихове међусобне легуре и нека једињења с другим елементима, а само за мали број материја у којима се та четири елемента не појављују. Феромагнетичне материје имају изразиту релативну магнетну пермеабилност, знатно већу од 1 (од 1000 до 10 000). Феромагнетизам настаје као последица јаких међуделовања (интеракција) магнетних момената атома, због чега настаје колективно магнетно уређење, такозвана спонтана магнетизација, која се с порастом температуре смањује. Због тога феромагнетичне материје показују јаку „магнетичност“, у спољашњем магнетном пољу постају индуковани магнети које затим то поље привлачи. То индуковано поље могу задржати неко време, па и стално.
Посебно је важна Киријева тачка, тј. гранична температура изнад које те материје губе феромагнетична својства и постају парамагнетици (за гвожђе 758 °C, никл 360 °C, кобалт 1075 °C, гадолинијум 16 °C). Хлађењем на температуру нижу од Киријејеве поновно настаје феромагнетно стање. Феромагнетне материје имају више или мање изражен такозвани реманентни магнетизам или заостали магнетизам: ако се доведу у магнетно поље и затим деловање поља уклони, њихова магнетизација не ишчезне потпуно (хистерезис). Тако се од материје с великим реманентним магнетизмом добијају јаки стални или перманентни магнети. Посебну групу феромагнетичних материјала чине материје познате под називом ферит.
Антиферомагнетици (нпр. манганов оксид, манган сулфид, гвожђе сулфид) су материје чија магнетна пермеабилност на критичној температури (слично Киријевој тачки) пролази кроз максимум. Те су материје по осталим магнетним својствима врло сличне феромагнетицима, односно изнад такозване антиферомагнетне Киријеве тачке парамагнетицима.

### Феримагнетизам
Феримагнетизам је појава код које се магнетни моменти суседних атома или јона у ограниченим подручјима кристала (домена), која су феромагнетна, међусобно поништавају, слично низу перманентних магнета супротних оријентација. Такве материје, понајвише ферити, одликују се великом електричном отпорношћу која је узрокована преласцима електрона на границама домена, а на температурама вишима од Киријеве, као и феромагнетичне, прелазе у парамагнетичне материје.

### Метамагнетизам
Метамагнетици показују јаку анизотропију магнетних својстава; у смеру су једне кристалне осе парамагнетици, а у смеру друге феромагнетици. Таквих је материја врло мало, на пример кобалт, гвожђе и калцијум хлорид.

### Електромагнетизам
Електромагнетизам је појава магнетног поља изазвана променама електричног поља, односно током електричне струје. Ту је појаву први уочио Мајкл Фарадеј, а теоретски разјаснио Џејмс Клерк Максвел. Електрично и магнетно поље уско су повезани и свака промена једног од поља изазива промену другога, па се схватају као јединствено електромагнетно поље (електродинамика). Та су два поља у свакој тачки простора међусобно нормална. Према Био-Саваровом закону сви делићи (дужине ds) неког електричног проводника којим тече електрична струја (i) стварају у тачки на удаљености (r) магнетно поље јачине (H), које је одређено једнакошћу:
{\displaystyle \mathbf {H} ={\frac {i}{c}}\int {\frac {d\mathbf {s} \times \mathbf {\hat {r}} }{|\mathbf {r} |^{3}}}},
где је c брзина простирања магнетног поља, то јест брзина светлости. Уз помоћ ове једначине може се израчунати јачина магнетног поља у свакој тачки простора било како обликованог проводника струје (електродинамично деловање).

## Галерија
- Магнет који лебди изнад суперпроводника због Мајснеровог учинка.
- Магнет у облику потковице направљен од легуре гвожђа алнико. Код магнета направљеног у облику потковице полови се налазе близу и међу собом стварају јако поље, које може да привуче тешке комаде гвожђа
- Једноставан електромагнет се састоји од завојнице изолованог електричног проводника који је намотан оно гвозденог језгре. Јачина магнетног поља H је пропорционална с јачином електричне струје I.
- Ферити имају изразита магнетна својстава.
- Модел првобитног компаса (sinan) из династије Хан (206. п. н. е. – 220.) за који се претпоставља да је направљен од природног магнета.
- Деловање магнета.
- Магнети јајастог облика (вероватно од хематина), висе један с другог